# Kocioł (Pisz)
Kocioł [ˈkɔt͡ɕɔu̯] (deutsch Groß Kessel) ist ein polnisches Dorf in der Woiwodschaft Ermland-Masuren im Powiat Piski (Kreis Johannisburg), das zur Stadt- und Landgemeinde Pisz (deutsch Johannisburg) gehört.

## Geographische Lage
Es liegt neun Kilometer östlich von Pisz und 97 Kilometer östlich von der Hauptstadt der Woiwodschaft Olsztyn (Allenstein).

## Geschichte
Das einst auch Kottla genannte Dorf wurde 1445 als Zinsdorf mit 46 Hufen durch den Deutschen Ritterorden gegründet.
Am 8. April 1874 wurde es Amtsdorf und damit namensgebend für einen Amtsbezirk, der bis 1945 bestand.
Wohl im Jahre 1888 wurde der 1471 als Freigut mit zehn Hufen nach Magdeburger Recht gegründete Nachbarort Gursken (polnisch Górskie) nach Groß Kessel eingemeindet.
Aufgrund der Bestimmungen des Versailler Vertrags stimmte die Bevölkerung im Abstimmungsgebiet Allenstein, zu dem Groß Kessel gehörte, am 11. Juli 1920 über die weitere staatliche Zugehörigkeit zu Ostpreußen (und damit zu Deutschland) oder den Anschluss an Polen ab. In Groß Kessel stimmten 280 Einwohner für den Verbleib bei Ostpreußen, auf Polen entfiel keine Stimme.
In Kriegsfolge kam Groß Kessel 1945 mit dem gesamten südlichen Ostpreußen zu Polen und erhielt die polnische Namensform „Kocioł“. Nur eineinhalb Kilometer südöstlich liegt das Dorf Kocioł Duży, das zwar namensverwandt, wohl aber nicht historisch mit dem einstigen Groß Kessel verbunden ist.
Kocioł ist heute Sitz eines Schulzenamtes (polnisch Sołectwo) und somit eine Ortschaft im Verbund der Stadt- und Landgemeinde Pisz (Johannisburg) im Powiat Piski (Kreis Johannisburg), bis 1998 der Woiwodschaft Suwałki, seither der Woiwodschaft Ermland-Masuren zugehörig.

### Einwohnerentwicklung
Die Zahl der Einwohner Groß Kessels nahm bis 1939 folgende Entwicklung:
| Jahr | Anzahl |
| ---- | ------ |
| 1818 | 184    |
| 1838 | 228    |
| 1871 | 4032   |
| 1885 | 445    |
| 1905 | 475    |
| 1910 | 474    |
| 1925 | 514    |
| 1933 | 493    |
| 1939 | 449    |

## Religionen
Bis 1945 war Groß Kessel in die evangelische Kirche Johannisburg in der Kirchenprovinz Ostpreußen der Kirche der Altpreußischen Union sowie in die römisch-katholische Kirche Johannisburg im Bistum Ermland eingepfarrt.
Heute gehört Kocioł katholischerseits weiterhin zur Kreisstadt, die jetzt allerdings im Bistum Ełk der Römisch-katholischen Kirche in Polen liegt. Die evangelischen Einwohner sind ebenfalls zur Kreisstadt ausgerichtet, deren Kirchengemeinde nun zur Diözese Masuren der Evangelisch-Augsburgischen Kirche in Polen gehört.

## Schule
Im Jahre 1737 wurde Groß Kessel Schulort.

## Persönlichkeiten
- Samuel Przypkowski (1592–1670), polnischer Schriftsteller, Staatsmann und bedeutender Vertreter des polnisch-litauischen Unitarismus war zwischen 1661 und 1666 in Groß Kessel tätig.

## Verkehr
Kocioł liegt nördlich der polnischen Landesstraße 58 und ist über Kocioł Duży auf einer Landwegverbindung zu erreichen. Stare Guty (Gutten (J), Ksp.Johannisburg) ist die nächste Bahnstation und liegt an der Bahnstrecke Olsztyn–Ełk (deutsch Allenstein–Lyck).